# بيانات وصفية
البيانات الوصفية أو المعلومات الوصفية أو المعطيات الوصفية أو المُعطيات المترفعة (بالإنجليزية: Metadata) هي بيانات رقمية تصف خصائص المصادر الرقمية المتاحة على شبكة الانترنت، أو هي جمل تصف مصادر المعلومات لكي تمكننا من إيجاد واستخدام وحفظ تلك المصادر. وبمعنى أخر هي المصطلح العصري المواكب لعصر الإنترنت المعبر عن المعلومات التي اعتاد المكتبيون وضعها في الفهارس. يتكون الاسم الإنجليزي من مقطعين الأول meta وهي كلمة يونانية تدل علي «بجانب، مع, بعد، التالي» وفي اللغة اللاتينية الحديثة والإنجليزية الحالية تستخدم للدلالة علي ما وراء أو على شئ واقع وراء نطاق الخبرة البشرية transcendental أما المقطع الثاني وهو data فيعني البيانات.

## التعريف

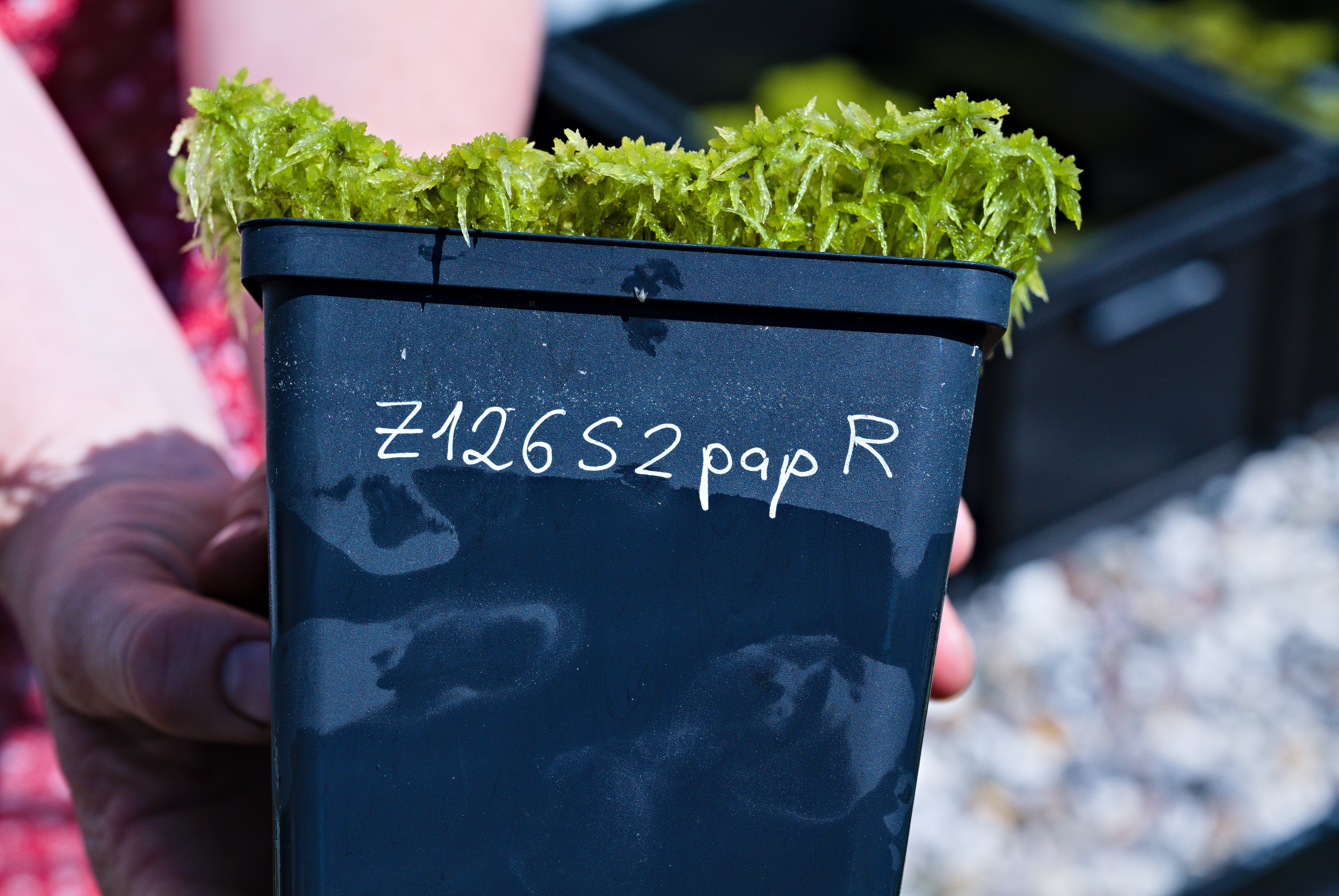
بيانات وصفية لنبتة، وهي جزء من تجربة في جامعة جرايفسفالد.

تعرف البيانات الوصفية (المحتوى الوصفي) على أنها البيانات التي تزودك بمعلومات عن جانب أو أكثر من جوانب البيانات، مثلا:
- البيانات المتضمنة في كيان ما أو المرتبطة بكيان ما، وتصف هذا الكيان وتساعد على استرجاعه " (تعريف الأيزو)
- بيانات هيكلية ترميزية تصف خصائص كيانات معلوماتية محددة، تساعد في تحديد هويتها واستكشافها وإداراتها
- بيانات هدفها وصف وتحديد هوية وملامح وصفات كيان معلوماتي قائم على الشبكة العنكبوتية وسائل إنشاء البيانات

### الغرض من البيانات
- وقت وتاريخ إنشاء البيانات
- الشخص الذي أنشأ البيانات
- الموقع على شبكة الحاسوب الذي أنشئت فيه البيانات

### نشأة البيانات الوصفية وتطورها
يرى الكثير من الباحثين أن هذا المصطلح بدأ يظهر في فترة الثمانينات في الإنتاج الفكري عن نظم قواعد البيانات.
وقد أدت التطورات التي حدثت في التسعينات ووجود كم هائل من المعلومات على شبكة الإنترنت إلى الحاجة لوجود أداة نستطيع من خلالها تقنين مصادر المعلومات الموجودة على الإنترنت في شكل معياري والوصول إليها، ويرى ميشيل جورمان أن البيانات الوصفية كانت هي الطريقة الثالثة لتنظيم مصادر المعلومات الإلكترونية وإتاحة الوصول إليها بعد الطريقة الأولى وهي استخدام الأدلة ومحركات البحث، والطريقة الثانية وهي قواعد الفهرسة الوصفية وصيغة مارك لفهرسة المصادر الإلكترونية. ومن هنا نشأت الحاجة إلى البيانات الوصفية التي تتميز بأنها أبسط من تعقيدات نظم الفهرسة وأكثر فاعلية من أداء محركات البحث، ويمكن فهمها بسهوله من جانب الناشرين والمؤلفين وغيرهم من الفئات المعنية بنشر مصادر المعلومات الإلكترونية.